# Flávio Araújo
Flávio José Araújo, más conocido como Flávio Araújo (Fortaleza, Brasil, 30 de enero de 1963), es un exfutbolista y entrenador brasileño de fútbol. Actualmente dirige a la Associação Desportiva Iguatu de Serie D de Brasil.

## Trayectoria
Flávio Araújo inició su carrera como futbolista en equipos del fútbol cearense como Ceará y Fortaleza, antes de convertirse en entrenador en clubes del noreste de Brasil, destacando inicialmente en Icasa. Su paso por América-RN en 2012 terminó tras perder un campeonato regional, pero su éxito llegó en Sampaio Corrêa ese mismo año, donde conquistó de forma invicta el Campeonato Maranhense y la Serie D del Brasileirão. En 2013, regresó al Sampaio y logró el ascenso a la Serie B, aunque no pudo conseguir el título de la Serie C.
Tras dejar Sampaio Corrêa en 2014, Araújo vivió un período destacado con Ríver-PI en 2015, logrando el bicampeonato estatal y el ascenso histórico a la Serie C, siendo el primer club piauiense en alcanzar este logro. Posteriormente, retornó al Fortaleza en 2016, pero su etapa fue breve debido a resultados negativos. Luego, dirigió a Mogi Mirim y Cuiabá, enfrentando dificultades en ambos clubes, antes de volver al Sampaio Corrêa, donde intentó evitar el descenso sin éxito.
En 2017, asumió el mando del América-RN, pero dejó el cargo tras la eliminación en el Campeonato Potiguar. Ese mismo año, fue contratado por el CSA, logrando el título de la Serie C y un ascenso más a su carrera. Sin embargo, fue despedido al inicio de 2018. Más tarde, en el Treze, consiguió su séptimo ascenso en la Serie D, llevando al equipo al vicecampeonato nacional, ganándose el aprecio de los aficionados.
En 2020, Araújo regresó al River-PI, aunque su trayectoria posterior fue inestable. En 2022, dirigió al Campinense en la Serie C, y en 2024, asumió el comando del Iguatu en la Serie D. A lo largo de su carrera, Araújo se ha consolidado como un especialista en ascensos, conocido como el "Rey del Ascenso" en el fútbol brasileño.

## Clubes

### Como entrenador
| Club                 | País   | Año         |
| -------------------- | ------ | ----------- |
| Fortaleza            | Brasil | 1999 - 2000 |
| Tiradentes-CE        | Brasil | 2001        |
| Ceará                | Brasil | 2001        |
| Ferroviário          | Brasil | 2002        |
| Guarany de Sobral    | Brasil | 2002        |
| Maranguape           | Brasil | 2003        |
| River AC             | Brasil | 2003        |
| Icasa                | Brasil | 2003        |
| 4 de Julho           | Brasil | 2003        |
| Uniclinic            | Brasil | 2004        |
| Parnahyba            | Brasil | 2004        |
| Icasa                | Brasil | 2005        |
| Parnahyba            | Brasil | 2005        |
| Central de Caruaru   | Brasil | 2006        |
| Potiguar de Mossoró  | Brasil | 2006        |
| Icasa                | Brasil | 2006        |
| River AC             | Brasil | 2007        |
| Barras               | Brasil | 2007        |
| Maracanã             | Brasil | 2008        |
| Flamengo do Piauí    | Brasil | 2008        |
| Sampaio Corrêa       | Brasil | 2009        |
| Maracanã             | Brasil | 2009        |
| Barras               | Brasil | 2009 - 2010 |
| Icasa                | Brasil | 2010        |
| Fortaleza            | Brasil | 2011 - 2012 |
| América de Natal     | Brasil | 2012        |
| Sampaio Corrêa       | Brasil | 2012        |
| Remo                 | Brasil | 2013        |
| Sampaio Corrêa       | Brasil | 2013 - 2014 |
| River AC             | Brasil | 2015        |
| Fortaleza            | Brasil | 2016        |
| Mogi Mirim           | Brasil | 2016        |
| Cuiabá               | Brasil | 2016        |
| Sampaio Corrêa       | Brasil | 2016        |
| América de Natal     | Brasil | 2017        |
| CSA                  | Brasil | 2017 - 2018 |
| Treze FC             | Brasil | 2018        |
| Sampaio Corrêa       | Brasil | 2019        |
| Ríver Atlético Clube | Brasil | 2019        |
| Treze FC             | Brasil | 2019        |
| Icasa                | Brasil | 2019        |
| Ríver                | Brasil | 2020        |
| 4 de Julho           | Brasil | 2021        |
| Oeirense             | Brasil | 2021        |
| Icasa                | Brasil | 2021        |
| Bahia de Feira       | Brasil | 2022        |
| Campinense Clube     | Brasil | 2022-2023   |
| Nacional de Patos    | Brasil | 2023        |
| Icasa                | Brasil | 2023        |
| Altos                | Brasil | 2024        |
| A.D. Iguatu          | Brasil | 2024-act.   |

## Palmarés

### Como entrenador

#### Torneos regionales
| Título                       | Club                 | Estado   | Año  |
| ---------------------------- | -------------------- | -------- | ---- |
| Campeonato Cearense          | Fortaleza EC         | Ceará    | 2000 |
| Campeonato Cearense Serie B  | ADRC Icasa           | Ceará    | 2003 |
| Campeonato Piauiense Serie B | 4 de Julho EC        | Piauí    | 2003 |
| Campeonato Piauiense         | Parnahyba Sport Club | Piauí    | 2004 |
| Campeonato Piauiense         | Parnahyba Sport Club | Piauí    | 2005 |
| Campeonato Piauiense         | Barras Futebol Club  | Piauí    | 2008 |
| Copa Piauí                   | EC Flamengo          | Piauí    | 2008 |
| Campeonato Cearense Serie B  | ADRC Icasa           | Ceará    | 2010 |
| Campeonato Maranhense        | Sampaio Corrêa FC    | Maranhão | 2012 |
| Campeonato Maranhense        | Sampaio Corrêa FC    | Maranhão | 2014 |
| Campeonato Piauiense         | Ríver Atlético Clube | Piauí    | 2015 |
| Copa dos Campeões Cearenses  | Fortaleza EC         | Ceará    | 2016 |
| Campeonato Piauiense         | Ríver Atlético Clube | Piauí    | 2019 |
| Copa Tarifas Lopes           | Icasa                | Ceará    | 2021 |
| Campeonato Piauiense         | Altos                | Piauí    | 2024 |

#### Torneos nacionales
| Título  | Club              | País   | Año  |
| ------- | ----------------- | ------ | ---- |
| Série D | Sampaio Corrêa FC | Brasil | 2012 |
| Série C | CS Alagoano       | Brasil | 2017 |